# Storm (pocisk balistyczny)
Pocisk balistyczny Storm – amerykański pocisk balistyczny zaprojektowany i służący jako cel treningowy oraz testowy dla systemów broni antyrakietowych Stanów Zjednoczonych, w tym systemów Patriot oraz THAAD.